# Andrey Molchanov
Andrey Molchanov (16 luglio 1987) è un ex nuotatore turkmeno, specializzato negli stili libero, farfalla e dorso.

## Biografia
Partecipò ai mondiali di Melbourne 2009, Roma 2009 e Shangahi 2011.
Rappresentò il Turkmenistan ai Giochi olimpici estivi di Pechino 2008, dove ottenne il 68º tempo nelle batterie dei 50 m stile libero e fu eliminato.